# Amur-Wühlmaus
Die Amur-Wühlmaus (Microtus maximowiczii) ist eine Nagetierart aus der Gattung der Feldmäuse (Microtus) innerhalb der Wühlmäuse (Arvicolinae). Sie kommt im Nordosten der Volksrepublik China, in Russland und in der Mongolei vor.

## Merkmale
Die Amur-Wühlmaus erreicht eine Kopf-Rumpf-Länge von 11,6 bis 15,5 Zentimetern mit einem Schwanz von 3,7 bis 6,0 Zentimetern Länge. Die Hinterfußlänge beträgt 18 bis 22 Millimeter, die Ohrlänge 12 bis 16,5 Millimeter. Es handelt sich um eine große Art der Feldmäuse, sie ist jedoch nicht ganz so groß wie die Schilfwühlmaus (Microtus fortis). In ihrem Aussehen entspricht die der Sumpfmaus (Microtus oeconomus), von der sie sich vor allem durch Zahnmerkmale des ersten unteren Molaren unterscheidet. Das Rückenfell ist dunkel schwarzbraun mit ockerfarbener Sprenkelung. Die Körperseiten sind blasser braun und gehen in die dunkelgrau weißliche Bauchseite über. Der Schwanz ist einfarbig dunkelbraun oder zweifarbig mit einer braunen Oberseite und einer weißen Unterseite. Die Füße besitzen unterseits sechs Ballen.

## Verbreitung
Die Amur-Wühlmaus kommt im Nordosten der Volksrepublik China, in Russland vom Osten des Baikalsees nach Osten, im Bereich des Amurbeckens und im Nordosten der Mongolei in der Ikh-Hyangan-Bergkette vor.

## Lebensweise
Über die Lebensweise der Amur-Wühlmaus liegen wie bei anderen Arten der Gattung nur wenige Informationen vor. Sie lebt in vegetationsreichen Talbereichen der Bergregionen und in Flusstälern. Ihre Aktivitätszeit liegt vor allem am frühen Morgen und am späten Abend. Wie andere Feldmäuse ernährt sie sich herbivor von Pflanzen, vor allem Gräsern. Die Tiere legen Baue in der dichten Vegetation an und hinterlassen im Umkreis von 50 bis 100 Zentimeter um den Bau Erdhaufen von 15 bis 20 Zentimetern Höhe. Der Gang ist etwa 20 bis 30 Zentimeter lang und führt in eine Nestkammer mit einem Durchmesser von bis zu 35 Zentimetern bei einer Höhe von etwa 25 Zentimetern. Zudem graben sie Futterkammern, in die sie Wurzeln und Knollen als Wintervorrat einlagern. Über die Fortpflanzung liegen keine Informationen vor, trächtige Weibchen mit sieben bis neun Embryonen sind dokumentiert.

## Systematik
Die Amur-Wühlmaus wird als eigenständige Art innerhalb der Feldmäuse (Microtus) eingeordnet, die aus mehr als 60 Arten besteht. Die wissenschaftliche Erstbeschreibung stammt von dem deutsch-russischen Zoologen Leopold von Schrenck, der die Art 1859 anhand von Individuen aus der Region am oberen Amur im Bereich der Mündung des Omutnaya im Oblasten Tschita beschrieb. Die Art wird der Untergattung Alexandromys innerhalb der Feldmäuse zugeordnet und ist sehr nahe verwandt mit der Burjatien-Wühlmaus (Microtus mujanensis) und der Eworon-Wühlmaus (Microtus evoronensis).
Benannt wurde die Art nach dem deutsch-russischen Botaniker Karl Johann Maximowicz, der Leopold von Schrenck von 1854 bis 1856 auf einer Forschungsreise in die Amurregion begleitete.

## Status, Bedrohung und Schutz
Die Amur-Wühlmaus wird von der International Union for Conservation of Nature and Natural Resources (IUCN) als nicht gefährdet (least concern) eingeordnet. Begründet wird dies mit dem großen Verbreitungsgebiet und den großen Beständen der Art. Über potenzielle Gefährdungsrisiken für die Art werden aufgrund der fehlenden Daten zu den Populationen keine Angaben gemacht, Lebensraumveränderungen könnten lokal Risiken bedeuten.

## Belege
1. 1 2 3  Darrin Lunde, Andrew T. Smith: Maximovicz's Vole. In: Andrew T. Smith, Yan Xie: A Guide to the Mammals of China. Princeton University Press, Princeton NJ 2008, ISBN 978-0-691-09984-2, S. 232–233.
2. 1 2 3 4  Microtus maximowiczii in der Roten Liste gefährdeter Arten der IUCN 2016.2. Eingestellt von: N. Batsaikhan, K. Tsytsulina, 2008. Abgerufen am 1. November 2016.
3. 1 2  Microtus (Alexandromys) maximowiczii. In: Don E. Wilson, DeeAnn M. Reeder (Hrsg.): Mammal Species of the World. A taxonomic and geographic Reference. 2 Bände. 3. Auflage. Johns Hopkins University Press, Baltimore MD 2005, ISBN 0-8018-8221-4.
4. ↑  Bo Beolens, Michael Grayson, Michael Watkins: The Eponym Dictionary of Mammals. Johns Hopkins University Press, 2009; S. 265; ISBN 978-0-8018-9304-9.